# Helena Szwejkowska
Helena Szwejkowska (ur. 2 kwietnia 1904 w Zaciszu (pow. Poniewież), Litwa – zm. 20 sierpnia 1987 we Wrocławiu) – polonistka, nauczycielka, bibliotekarka, bibliotekoznawca, bibliolog.

## Życiorys

### Edukacja
Córka Rafała Szwejkowskiego i Marii z domu Januszkiewicz, do szkoły średniej uczęszczała w Poniewieżu (Polskie Gimnazjum Towarzystwa „Oświata”). Po maturze studiowała polonistykę na Uniwersytecie Jagiellońskim i uzyskała dyplom magistra filozofii w zakresie filologii polskiej w roku 1930, oraz ukończyła Studium Pedagogiczne.

### Początki kariery zawodowej (Litwa)
Pierwsze kroki na arenie zawodowej związane były z karierą nauczycielską. W latach 1927–1930 prowadziła lektorat z języka litewskiego na Uniwersytecie Jagiellońskim, po czym przeniosła się w swe ojczyste tereny, gdzie kolejno nauczała w Polskim Gimnazjum Towarzystwa „Oświata”  w Poniewieżu (1930 – 1932) i Polskim Gimnazjum im. Adama Mickiewicza w Kownie (1933 – 1940). Nie zaniedbała jednak kariery uniwersyteckiej. Równolegle pracowała jako lektor języka polskiego na Uniwersytecie im. Witolda Wielkiego w Kownie (1932 – 1940) oraz Uniwersytecie Wileńskim (1940 -1943). Pomimo dużej aktywności zawodowej Szwejkowska prowadziła bogatą działalność naukową z zakresu językoznawstwa. W 1935 wespół z profesorem Uniwersytetu Jagiellońskiego Tadeuszem Lehrem-Spławińskim wydała w Kownie Lenku kalbos gramatika (gramatyka języka polskiego redagowana w języku litewskim) – bardzo poważne dzieło, ułatwiające Litwinom naukę języka polskiego. Pracowała również nad przygotowaniem bardzo obszernego słownika polsko-litewskiego, którego jednak nie wydano ze względu na wybuch II wojny światowej. W 1943 zatrudniła się w Archiwum Miejskim w Wilnie, a w latach 1944–1945 była sanitariuszką w Betygole.

### Przenosiny do Polski
Po wojnie przyjechała do Polski, gdzie od 1. X. 1946 znalazła zatrudnienie w Bibliotece Uniwersyteckiej we Wrocławiu, w której pracowała do końca życia. W 1947 złożyła państwowy egzamin bibliotekarski, a rok później ukończyła specjalistyczny kurs bibliotekarski dla opracowujących stare druki. Była starszym kustoszem dyplomowanym.
Została skierowana do Oddziału Starych Druków, gdzie szybko została bliską współpracownicą wybitnego znawcy inkunabułów prof. Bronisława Kocowskiego. W 1956 została kierowniczką Oddziału Starych Druków (do 1962). W 1961 na Uniwersytecie Łódzkim uzyskała stopień doktora. W latach 1962–1972 (do przejścia na emeryturę) kierowała Oddziałem Bibliograficznym i Czytelnią Zbiorów Specjalnych, przyczyniając się do powiększenia zbiorów i opracowaniem katalogu systematycznego. Uczestniczyła w pracach organizacyjnych Biblioteki Uniwersyteckiej we Wrocławiu.
Prowadziła zajęcia dydaktyczne (wykłady i ćwiczenia zlecone) z zakresu  historii książki w Katedrze, a potem Instytucie Bibliotekoznawstwa i na Studium Bibliotekoznawstwa dla Pracujących. Praca w bardzo bogatym w zbiory Oddziale Starych Druków skierowała zainteresowania na historię książki na Śląsku, choć zdarzały się publikacje z zakresu językoznawstwa będące wynikiem wcześniejszych badań. 
Nowe zainteresowania skierowała na Trzebnicę i bibliotekę klasztoru cysterek. Prace poświęconą historia i działalnością biblioteki zakonu cysterek trzebnickich poprzedzona była wnikliwa analizą językową rękopisów trzebnickich ze względu na brak inwentarza biblioteki. Szwejkowska została zmuszona do pracochłonnej metody rejestracji poszczególnych egzemplarzy druków i rękopisów trzebnickich, w efekcie czego otrzymała obszerne studium analityczne (stało się ono podstawa nadania jej stopnia doktora). W 1955 ukazała się Biblioteka klasztoru cysterek w Trzebnicy.
Następnie zajęła się środowiskiem Legnicy: Z dziejów zabytkowych bibliotek legnickich (1959 r.) i Z dziejów biblioteki kościoła św. Piotra i Pawła w Legnicy jako książnicy miejskiej i szkolnej (1963 r.). Równocześnie przejawiała tendencje do prac syntetycznych (większy zasięg i zakres), na potrzeby Katedry, a następnie Instytutu Bibliotekoznawstwa. Najważniejsze z nich to: Problem starych druków w polskich bibliotekach naukowych (1957) oraz Książka polska na Śląsku od XV do XVIII w. W serii materiałów i podręczników z zakresu dziejów książki wyróżnić można: Książka drukowana XV – XVIII wieku (1975 r.), Wybrane zagadnienia z dziejów książki XIX – XX wieku (1972), Książka rękopiśmienna i biblioteka w starożytności i średniowieczu (współpraca z Karolem Głombiowskim, 1971).
Ogółem wydała ponad 50 pozycji. Napisała wiele haseł do takich informatorów jak: Wielka encyklopedia powszechna, Encyklopedia wiedzy o książce, Polski Słownik Biograficzny, Słownik pracowników książki polskiej, czy artykuły biograficzne do Rocznika Bibliotecznego o Bronisławie Kocowskim i Annie Lewickiej-Kamińskiej.
Pozostawiła pokaźny dorobek informacyjny: Wykaz druków z  zakresu bibliologii, katalogi wystaw starych druków (współautorka), sprawozdania z konferencji naukowych Komisji Bibliograficznej i Bibliotekoznawczej Wrocławskiego Towarzystwa Nauki, wiele artykułów dotyczących Biblioteki Uniwersyteckiej we Wrocławiu. Recenzowała książki (m.in. Książki w procesie komunikacji społecznej Karola Głombiowskiego), po śmierci Marty Burbianki opracowała wydawniczo Z dziejów drukarstwa śląskiego w XVIII wieku. Baumanowie i ich spadkobiercy.
Była członkiem Komisji Bibliograficznej i Bibliotekoznawczej Wrocławskiego Towarzystwa Nauki, Towarzystwa Przyjaciół Nauki w Legnicy, Towarzystwa „Oświata” na Litwie, należała do Związku Nauczycielstwa Polskiego, Stowarzyszenia Bibliotekarzy Polskich, Wrocławskiego Towarzystwa Przyjaciół Książki i Inteligencji Katolickiej.
Została odznaczona Złotym Krzyżem Zasług, Srebrnym Medalem Uniwersytetu Wrocławskiego oraz Honorową Odznaką SBP.

## Opublikowane dzieła zwarte
- Wybrane zagadnienia z dziejów książki XIX-XX wieku. Wrocław 1972.
- Książka drukowana XV-XVIII wieku. Wrocław ; Warszawa 1987.
- Książka rękopiśmienna i biblioteka w starożytności i średniowieczu. Karol Głombiowski, Helena Szwejkowska. Warszawa 1980.
- Przysposobienie biblioteczne. Elżbieta Stańdowa, Helena Szwejkowska,  Uniwersytet Wrocławski im. Bolesława Bieruta. Wrocław 1980.
- Z dziejów drukarstwa śląskiego w XVII wieku. Maria Burbianka, do dr. przygotowała Helena Szwejkowska. Wrocław 1977.
- Przysposobienie biblioteczne dla studentów Uniwersytetu Wrocławskiego. Helena Szwejkowska, Biblioteka Uniwersytecka. Wrocław 1973.